# بروار أصفر المنقار
الكاردينال أصفر المنقار أو البروار أصفر المنقار (الاسم العلمي: Paroaria capitata) هو نوع من الطيور في عائلة طائر التناجر (Thraupidae). يوجد في البرازيل وباراغواي وبوليفيا وشمال الأرجنتين، وقدم من جزيرة هاواي. ويولد في أرض جنيبات رطبة.

## اقرأ ايضاً
- طيور الكاردينال